# Straßenbahn Marseille
Die Straßenbahn Marseille (französisch Tramway de Marseille) ist einer der wenigen Straßenbahnbetriebe in Frankreich, die nicht in der zweiten Hälfte des 20. Jahrhunderts vollständig stillgelegt wurden. Heute ist die Straßenbahn Teil der Régie des Transports Métropolitains (RTM). Die Neubaulinien T1 und T2 wurden ab 2007 in Betrieb genommen; im Jahr 2015 kam die Linie T3 hinzu.

## Geschichte

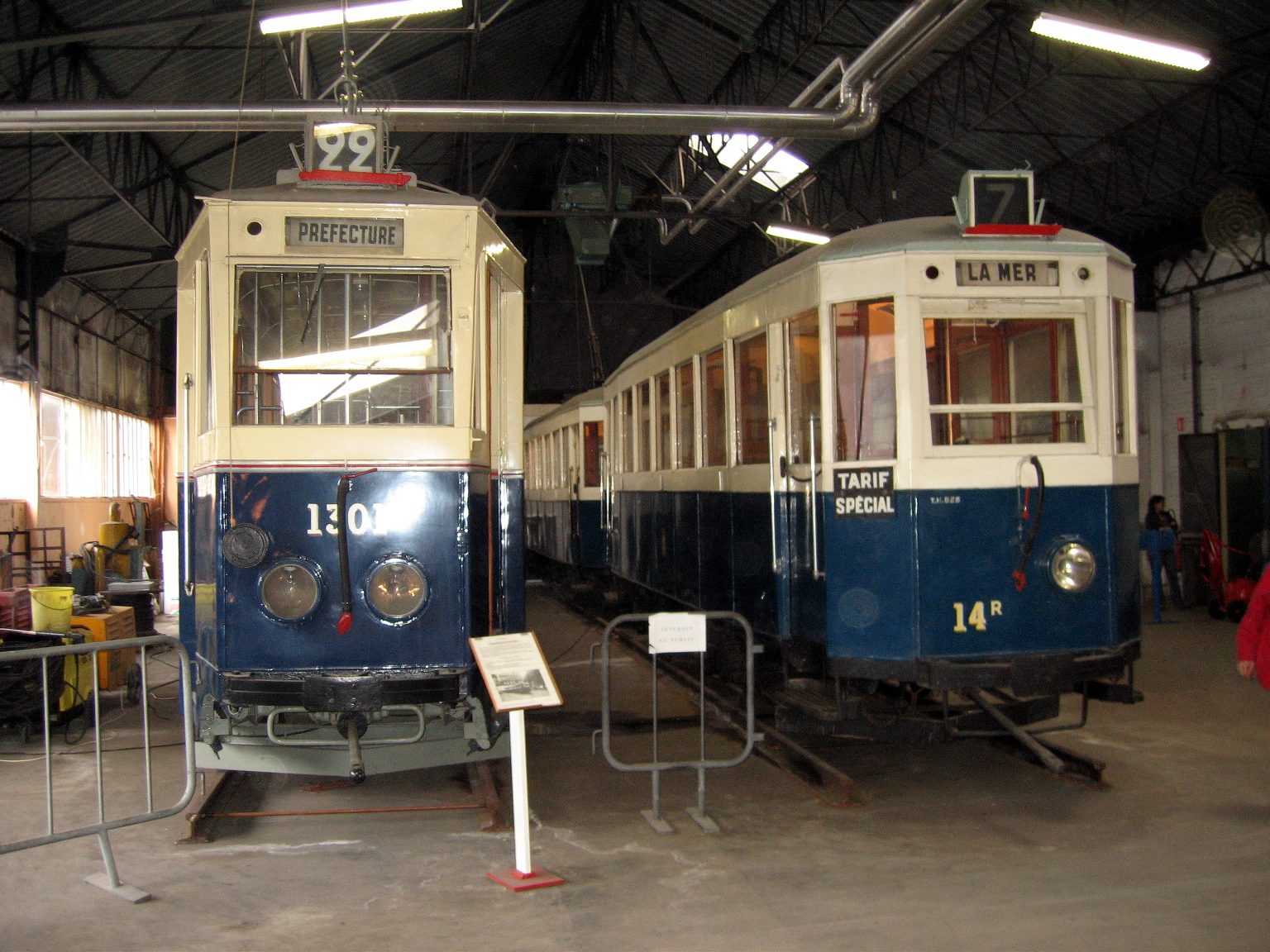
Marseiller Straßenbahnwagen im Musée des transports urbains, interurbains et ruraux (AMTUIR)

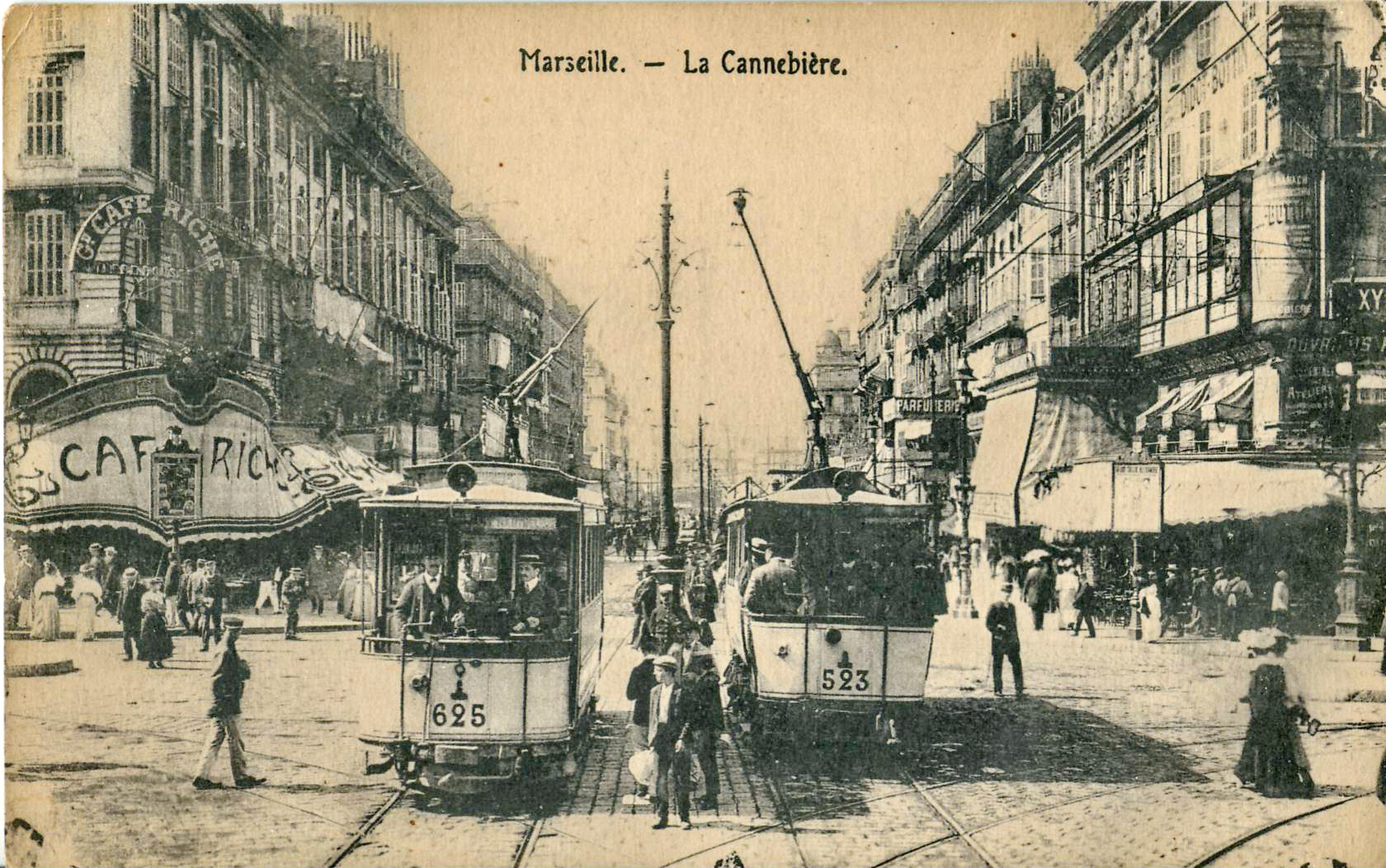
Straßenbahnen auf der Canebière vor dem Ersten Weltkrieg

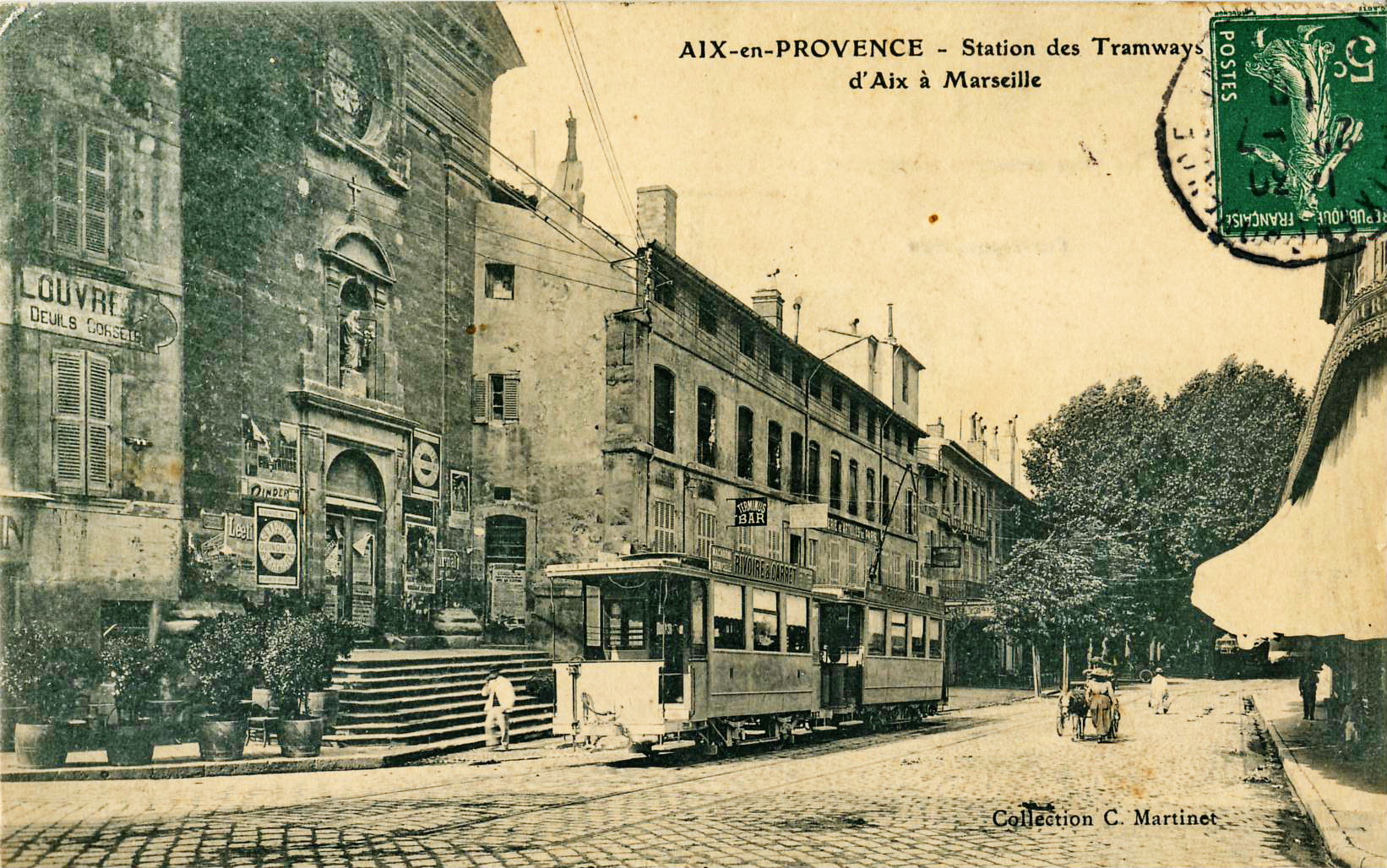
Zug der Überlandstraßenbahn in Aix-en-Provence

Wie in vielen größeren Städten erhielt auch Marseille im späten 19. Jahrhundert eine Pferdestraßenbahn.
1872 schrieb die Stadt einen „Chemin de fer américain“ aus, eine auf von Alphonse Loubat entwickelten Rillengleisen laufende Pferdebahn. Die ersten Strecken wurden am 23. Januar 1876 von der Compagnie générale française de tramways (CGFT) in Betrieb genommen, der die Stadtverwaltung 25 Linien und 139 als Omnibus bezeichnete Wagen zugestand. Auf 10 Kilometern der Strecke von La Joliette bis L’Estaque wurde ihr 1891 der Dampfbetrieb genehmigt.
Im Jahr 1892 ging das erste elektrisch angetriebene Fahrzeug in Betrieb, der „Tramway à câble aérien“. Der Strom wurde zunächst in einem Kraftwerk im Stadtteil Arenc erzeugt. 1900 begann die Elektrifizierung des gesamten Netzes mit einer Gleichspannung von 550 V. Ab 1905 wurden sukzessive Drehgestellwagen angeschafft und auch die Vororte an das Netz angeschlossen. Im Jahr 1903 wurde die Überlandstraßenbahn nach Aix-en-Provence in Betrieb genommen, die Strecke nach Aubagne folgte 1905.
Während der 1920er Jahre wurden viele Fahrzeuge modernisiert. 1939 waren 430 Triebwagen und 350 Beiwagen in Betrieb, darunter 33 Beiwagen, welche im Jahr zuvor von der Pariser Straßenbahn übernommen worden waren. Im Jahr 1948 wurde die 21 km lange Linie nach Aix-en-Provence auf Buskurse umgestellt. Die Régie autonome des transports de la ville de Marseille (RATVM) betrieb 1950 noch 20 Straßenbahnlinien. Im Februar 1955 fand die Stilllegung der Linie 41 statt, welche auf der Canebière verkehrte. Schon 1960 waren alle Linien, bis auf die 68, stillgelegt. Insgesamt wurden 71 Linien bedient.

### Linie 68

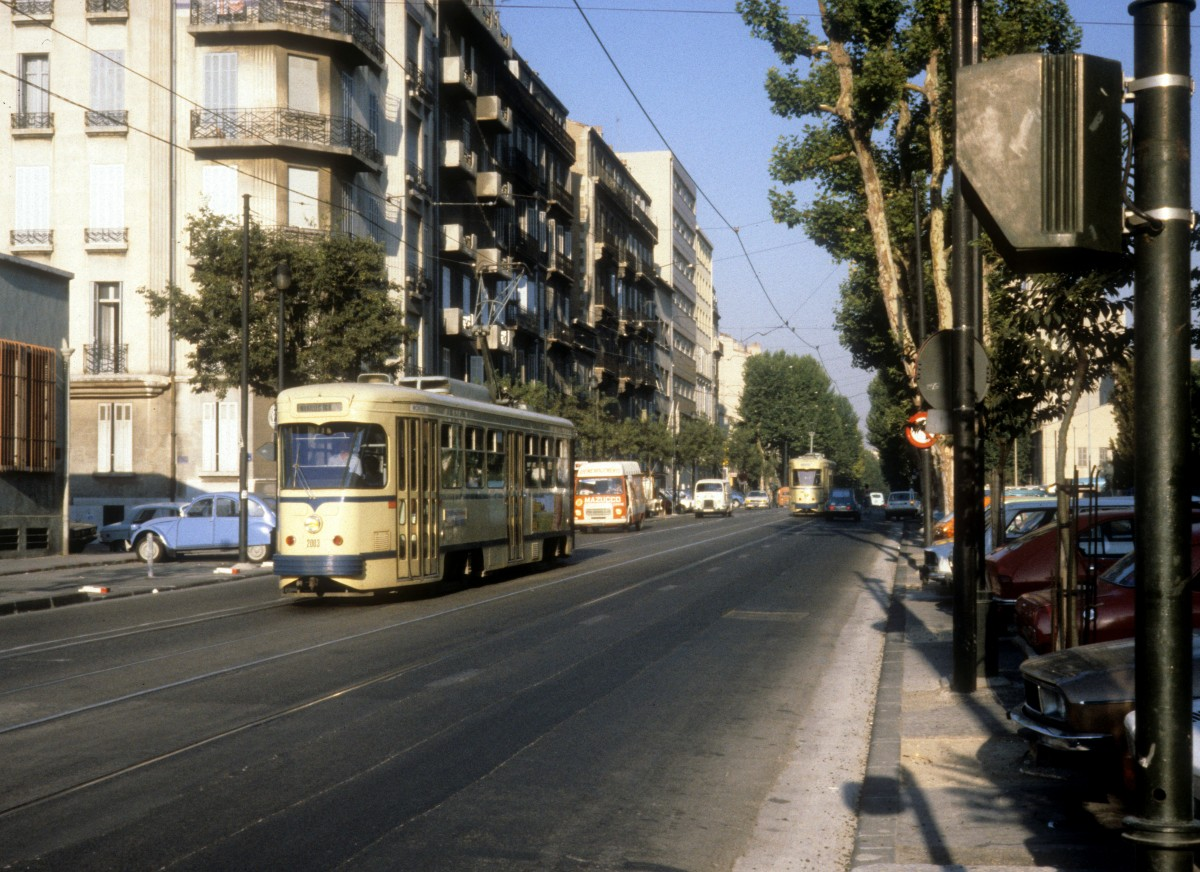
Vierachsige PCC-Wagen auf der Linie 68, 1979

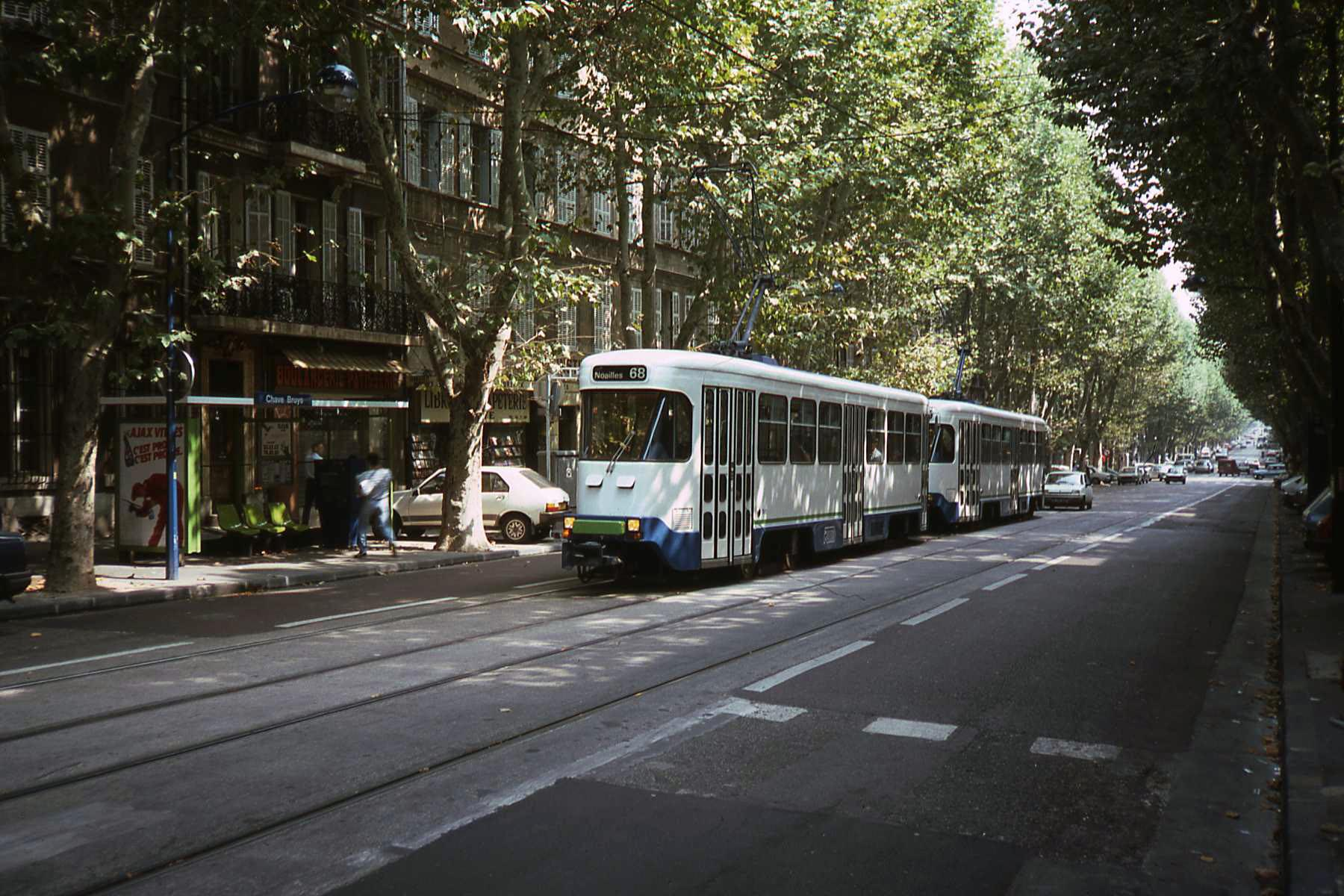
Modernisierte vierachsige PCC-Wagen in Doppeltraktion, 1984

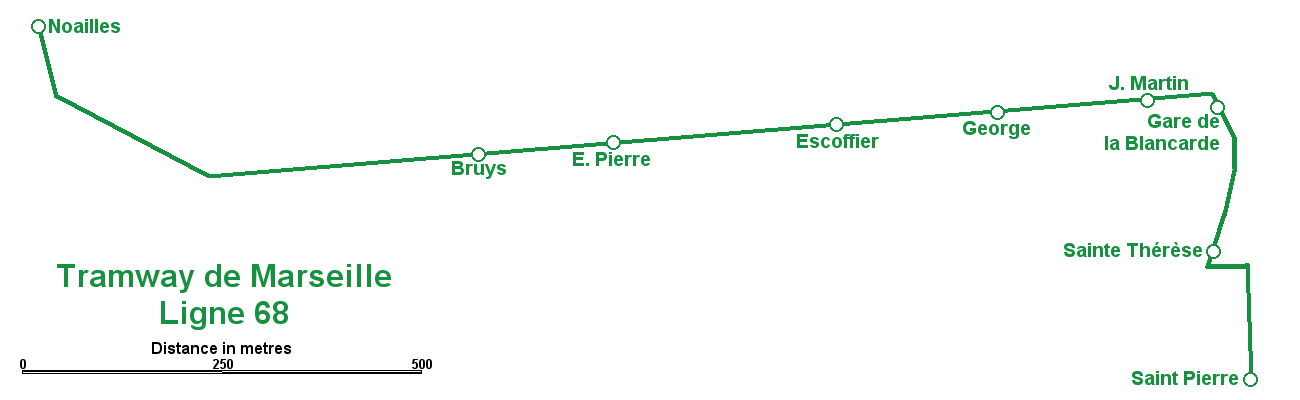
Linienplan der Linie 68 bis 2004

Wie in fast allen französischen Städten galt in der zweiten Hälfte des 20. Jahrhunderts die Straßenbahn mehr als Hindernis denn als erwünschtes Verkehrsmittel. Von einem ausgedehnten Straßenbahnnetz mit einer maximalen Länge von 178 km, das sich auch ins Umland der Stadt erstreckte, blieb nur ein 3 km langes Teilstück. Es war der Rest der im Dezember 1893 in Betrieb genommenen Linie 68.
Die kurze Linie überlebte nur deswegen bis ins Jahr 2004, weil sie in einem 635 Meter langen Tunnel verlief und jener nicht für Busse geeignet war. Der kurvenreiche Tunnel war ursprünglich für eine meterspurige Dampfstraßenbahn in bergmännischer Bauweise errichtet worden. Er führte eingleisig mit starkem Gefälle hinunter in die Altstadt zum vollständig eingehausten Kopfbahnhof („Gare de l’Est“) am Marché des Capucins, wo viele Jahre lang eine Überlandlinie aus Aubagne endete. Nach zehn Jahren wurde das Gleis auf Regelspur umgebaut und die Strecke elektrifiziert. 1904 wurde sie in das Straßenbahnnetz einbezogen und 1945 zweigleisig ausgebaut. Ende der 1960er Jahre wurde der Tunnel saniert, 1984 entstand beim Bau der Métrolinie 2 eine neue dreigleisige unterirdische Endstation am U-Bahnhof Noailles.
In den Jahren 1968/69 lieferte La Brugeoise et Nivelles (BN) 16 neue Straßenbahnwagen, die dem PCC-Konzept entsprachen und wegen des eingeschränkten Lichtraumprofils im Tunnel nur 2,02 m breit waren. Sie glichen den in Saint-Étienne laufenden Fahrzeugen, waren jedoch anders als jene Zweirichtungswagen mit beiderseitigen Fahrständen und wiesen auf jeder Seite drei symmetrisch angeordnete Doppeltüren auf. Die ursprünglich mit den Nummern 2001 bis 2016 versehenen vierachsigen Wagen wurden 1984 modernisiert. Sie wurden für Doppeltraktion ertüchtigt und erhielten die neuen Betriebsnummern TA01 bis TA16.
Da steigende Fahrgastzahlen eine Vergrößerung des Fahrzeugparks erforderlich machten, erhielt Marseille 1984 drei sechsachsige Gelenkwagen in PCC-Bauweise. Die als TB17 bis TB19 bezeichneten, ebenfalls doppeltraktionsfähigen  Fahrzeuge waren die letzten in Europa gebauten PCCs. Mit der Einstellung der Linie 68 im Jahr 2004 wurden sämtliche Triebwagen ausgemustert.
Bis 1968 verkehrten die Straßenbahnen mit Stangenstromabnehmer, im selben Jahr fanden umfangreiche Modernisierungen statt und seitdem wurden Bügelstromabnehmer eingesetzt.
Im Jahr 2000 wurde beschlossen, das Straßenbahnnetz, zunächst auf zwei Linien, wieder auszubauen. 2003 wurde das Planziel auf drei Linien erweitert. Am 8. Januar 2004 wurde die letzte alte Linie vorübergehend eingestellt, um eine grundlegende Erneuerung der Strecke zu ermöglichen.

## Die neue Straßenbahn

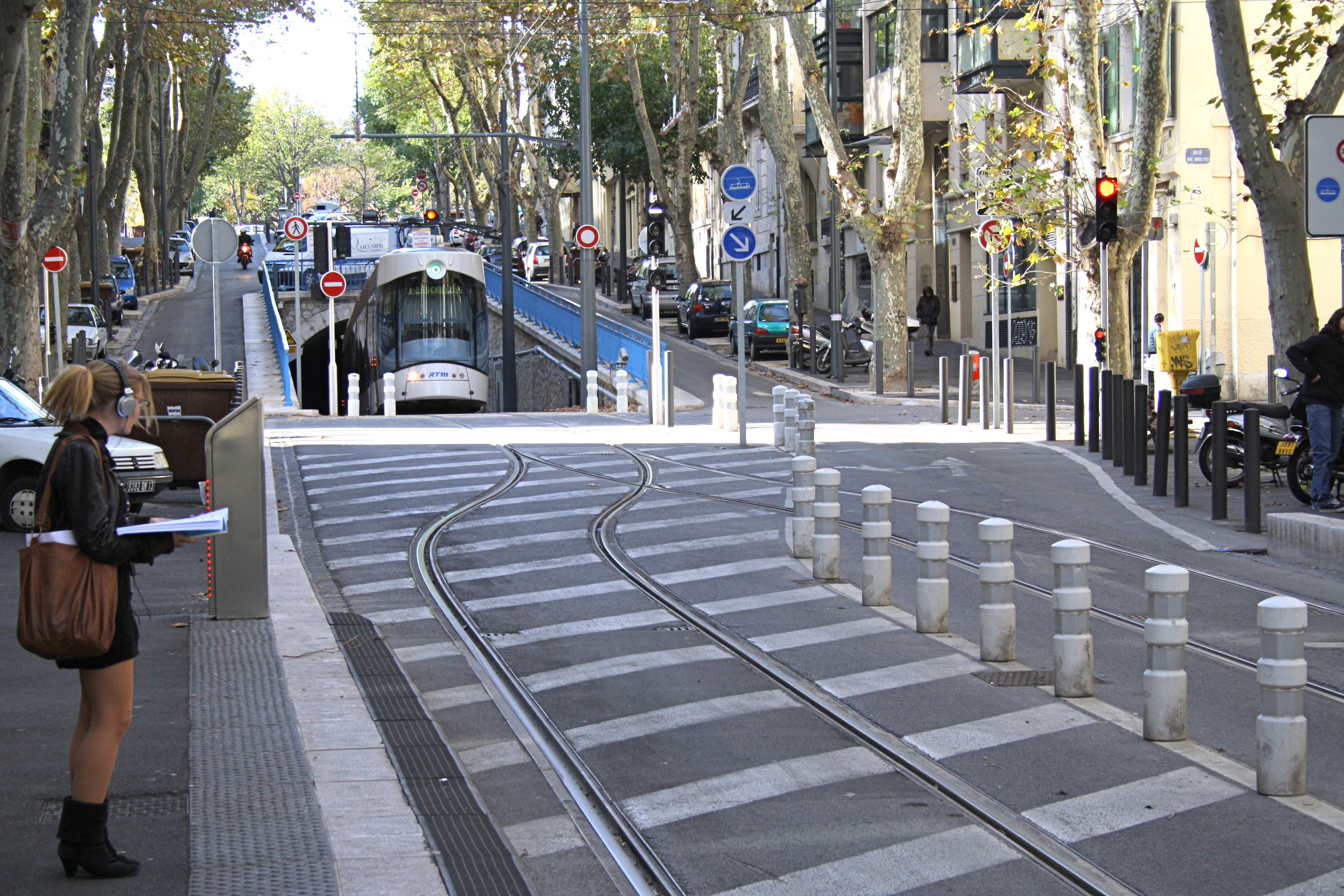
Ausfahrt aus dem Tunnel an der Station Eugène Pierre

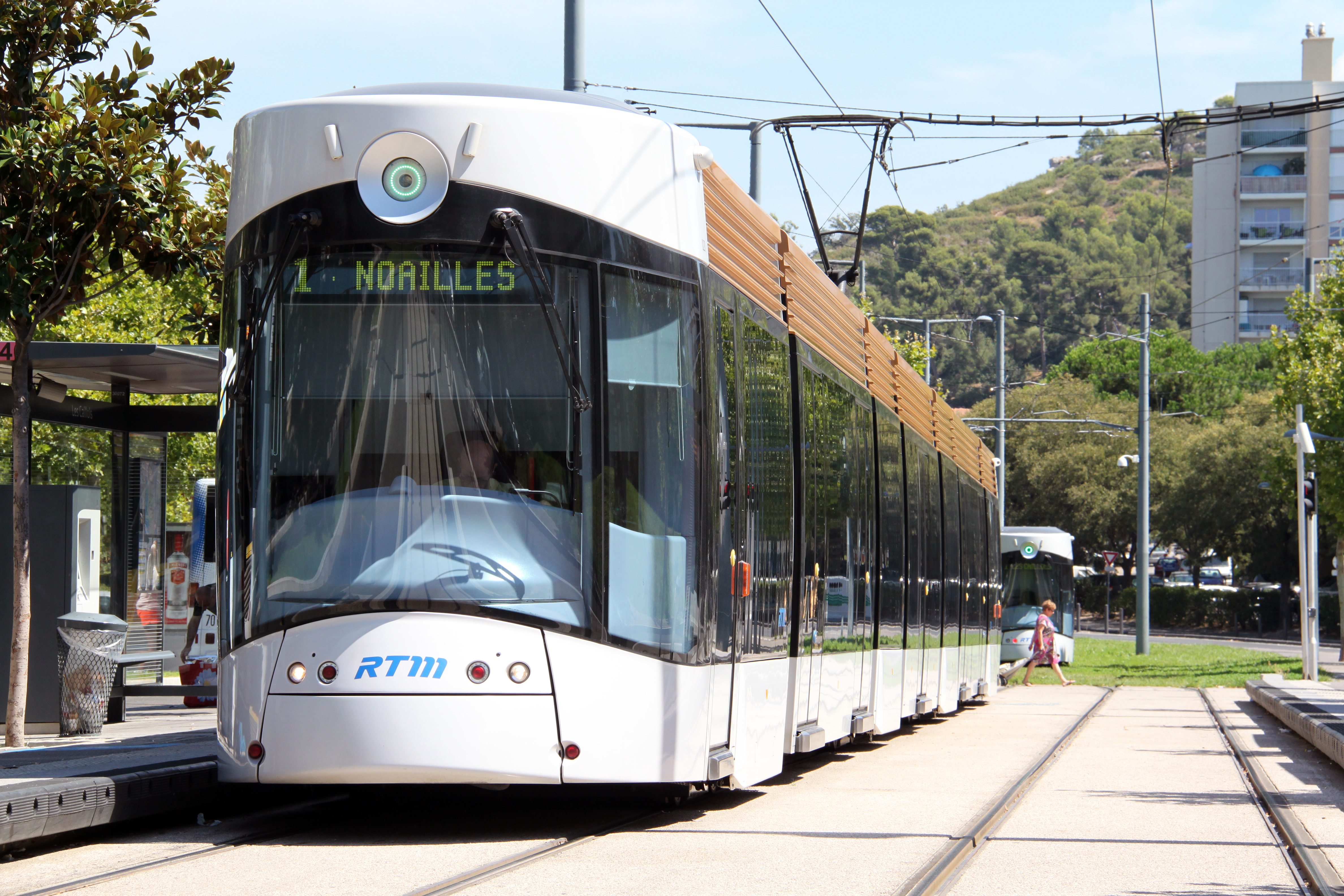
Fahrzeug der Linie 1 an der Endstation Les Caillols

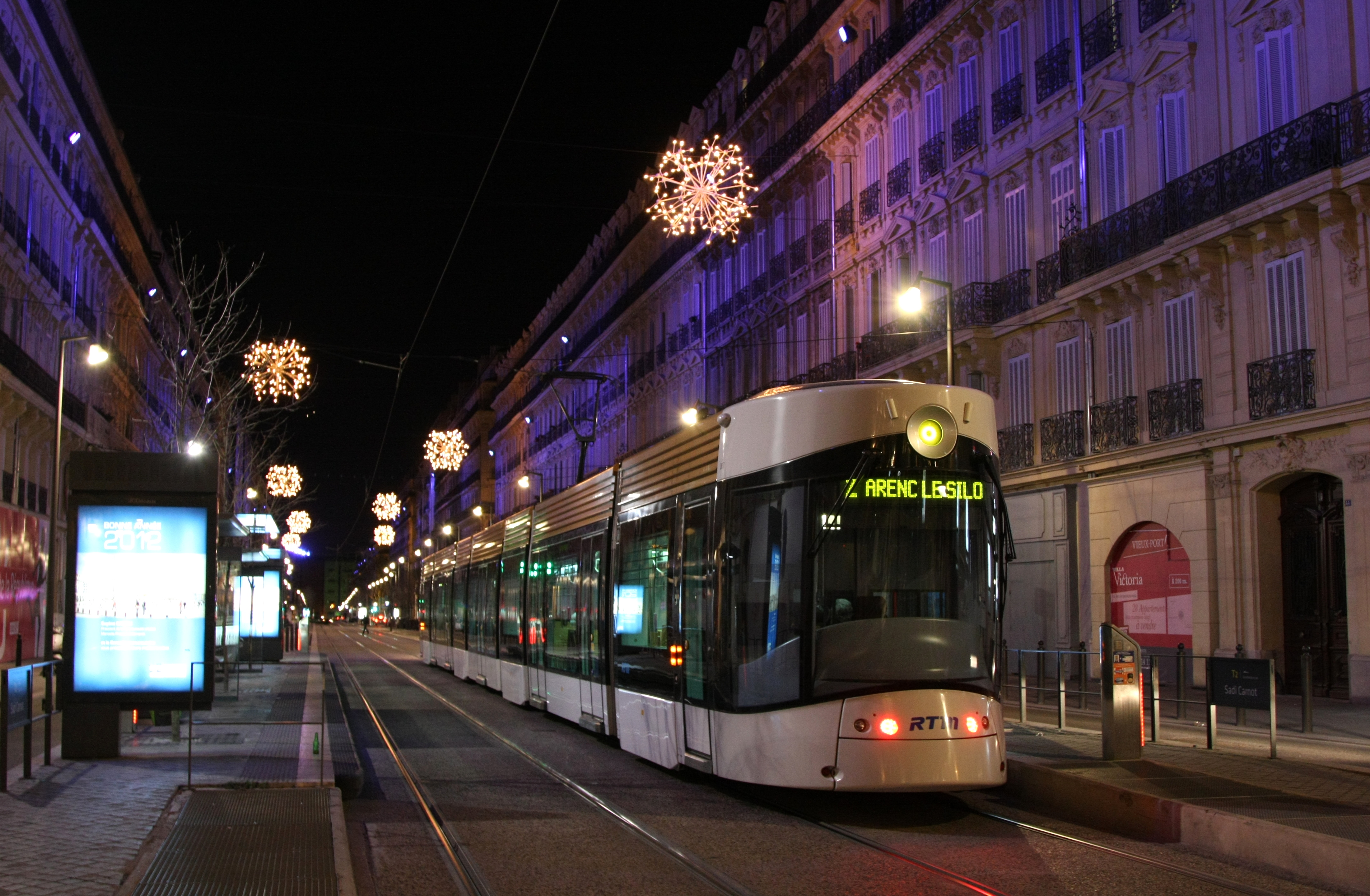
Straßenbahn der Linie 2 an der Haltestelle Sadi-Carnot (2012)

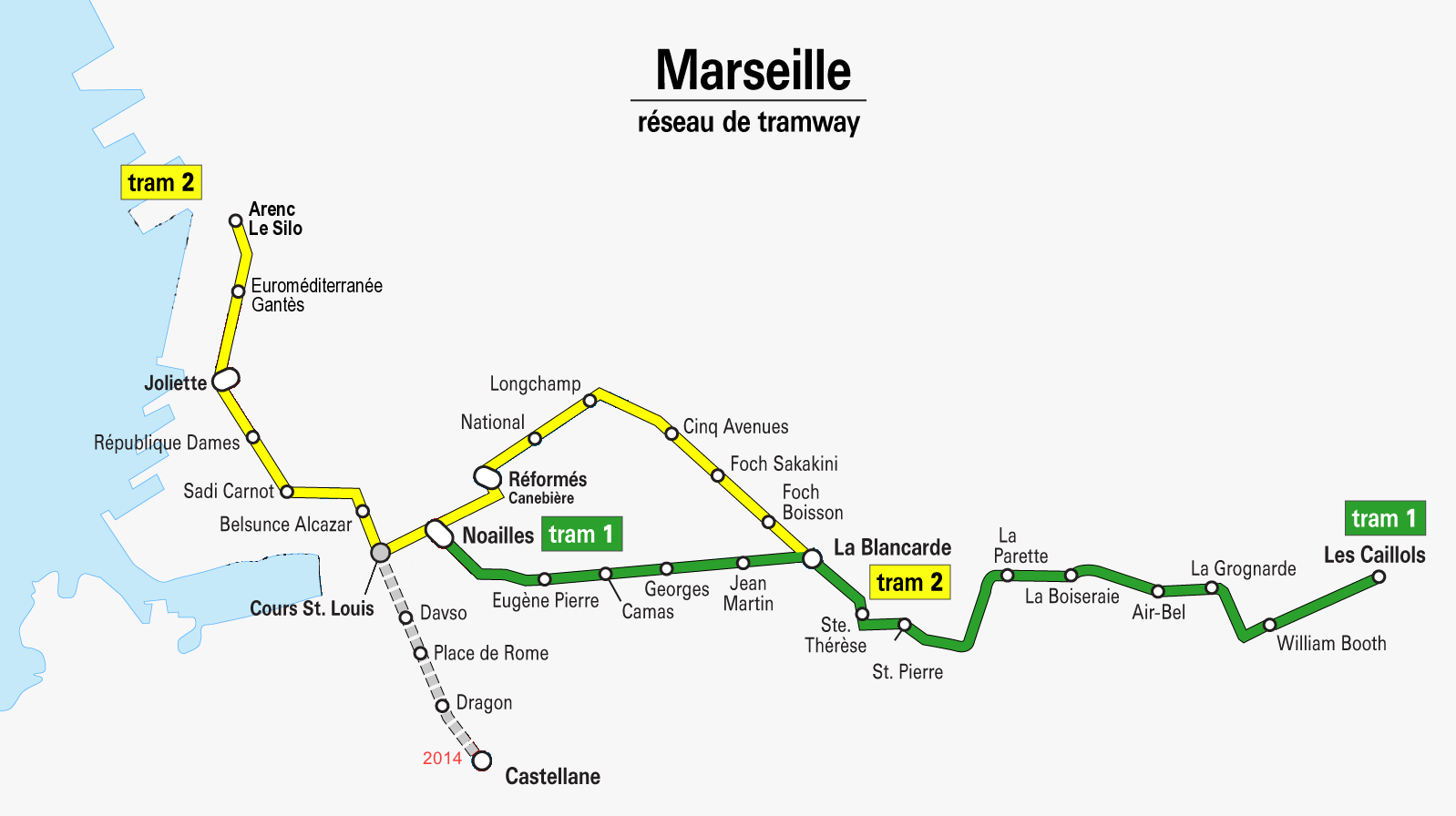
Netzplan (Stand 2013)

Im Plan de déplacements urbains (PDU) aus dem Jahr 2003 wurde der Bau von drei Straßenbahnlinien festgelegt. Die Déclaration d’utilité publique des 468 Millionen Euro teuren Projekts erfolgte am 29. Juni 2004. Wegen finanziellen Schwierigkeiten musste der Ausbau in Phasen unterteilt werden.
Als erste Etappe wurde die Linie T2 (Euroméditerranée Gantès–La Blancarde) und der Abschnitt La Blancarde–Les Caillols der T1, am 3. Juli 2007, eröffnet. Dabei wurde auf 800 Meter der östliche Teil der ehemaligen Linie 68 von La Blancarde nach Saint Pierre weitergenutzt und nach Les Caillols verlängert. Gleichzeitig ging eine 4,7 Kilometer lange Neubaustrecke von La Blancarde nach Euroméditerranée Gantès in Betrieb, völlig neu trassiert auf eigenen Verkehrsflächen. Auf diesem Wege konnte die T2 dann auch ohne den alten Tunnel den Bereich Noailles erreichen und von da an befuhr die T2 auf ganzer Länge diese 8,8 km lange Linie.
Die zweite Phase bestand aus der Inbetriebnahme des 1,5 Kilometer langen Abschnitt Eugène-Pierre–La Blancarde der alten Linie 68, am 8. November 2007. Ab diesem Zeitpunkt verkehrten wieder zwei Straßenbahnlinien in Marseille. Die T1 fuhr von Eugène-Pierre nach Les Caillols und die T2 von Euromediterranée Gantès nach La Blancarde. Der SNCF-Bahnhof La Blancarde wurde damit zu einem Verkehrsknotenpunkt für den örtlichen und auch den regionalen ÖPNV. Denn hier entstand die Umsteigehaltestelle zwischen den beiden Straßenbahnlinien, außerdem kam 2010 auch eine U-Bahn-Station hinzu, des Weiteren gibt es eine Anbindung an die Nahverkehrszüge.
Die dritte Etappe war die Inbetriebnahme des Tunnels der Linie T1 von Eugène-Pierre nach Noailles. Dieser Abschnitt konnte wegen Verzögerungen bei der Erneuerung des Tunnels, erst am 27. September 2008 eröffnet werden. Wegen der größeren Breite der neuen Straßenbahnfahrzeuge sollte der Tunnel zunächst erweitert werden. Um die hohen Kosten einer Tunnelerweiterung zu vermeiden, entschloss man sich schließlich stattdessen zu einer eingleisigen Führung im Tunnel, was als Zugfolge bestenfalls einen 4-Minuten-Takt zulässt.
Am 27. März 2010 wurde die T2 in nördlicher Richtung um eine Haltestelle (0,7 km) von Euromediterranée Gantès nach Arenc verlängert.
Die vierte Phase sah ursprünglich die Inbetriebnahme der T3 (La Blancarde–Quatre-Septembre) im Jahr 2010 vor. Dabei hätte die T2 nach Castellane fahren sollen. Nach Planungsänderungen ließ man stattdessen die T3 nach Castellane fahren; die Inbetriebnahme der 1,2 km langen Neubaustrecke Belsunce Alcazar – Castellane erfolgte Ende Mai 2015. Gleichzeitig mit der Einführung der Linie T3 wurde auf der Linie T2 zwischen Belsunce Alcazar und Canebière-Garibaldi eine weitere Haltestelle mit dem Namen Canebière Capucins eröffnet.

### Streckennetz
Seit Anfang Juni 2015 sind 13 km Straßenbahnstrecke in Betrieb.
Folgende Linien verkehren in Marseille:
- T1: Noailles ↔ Les Caillols über den Bahnhof Blancarde (entspricht bis Saint Pierre der ehemaligen 68) mit 14 Haltestellen
- T2: Arenc le Silo ↔ Bahnhof La Blancarde über Canebière und Cinq-Avenues mit 15 Haltestellen
- T3: Arenc le Silo ↔ Castellane über Belsunce Alcazar mit 11 Haltestellen. Die Strecke Arenc le Silo – Belsunce Alcazar wird von den Linien T1 und T3 befahren. Die Teilstrecke Belsunce Alcazar – Castellane ist eine Neubaustrecke mit 5 neuen Haltestellen.

Die Linie T1 verkehrt montags bis freitags tagsüber alle 5 bis 6 Minuten, die Linien T2 und T3 alle 5 Minuten. An Sonntagen verkehren auf allen Linien alle 12 bis 15 Minuten eine Bahn. Da die Strecke Arenc le Silo – Belsunce Alcazar von zwei Linien befahren wird, ist dort der Abstand zwischen zwei aufeinanderfolgenden Bahnen im Durchschnitt nur halb so groß.
Stündlich können bis zu 4000 Fahrgäste in jede Richtung befördert werden.

### Ausbau
Die Strecke von der Haltestelle Cours Saint-Louis südwärts durch die Innenstadt entlang der Rue de Rome bis zur Station Castellane war seit Oktober 2012 im Bau und ging im Juni 2015 in Betrieb. Sie wird von der Linie T3 Arenc le Silo ↔ Castellane bedient. Auf der 1,2 km langen neuen Strecke entstanden fünf neue Haltestellen: Cours Saint Louis, Davso, Place de Rome, Dragon und Castellane.
Im Endausbau aller Linien soll bis gegen 2020 das Streckennetz um weitere 15 Kilometer anwachsen: nämlich um sieben Kilometer in Richtung der Kliniken Hôpitaux Sud und um die gleiche Strecke in nördlicher Richtung zum Nahverkehrsknoten Capitaine Gèze, der im Dezember 2019 eröffneten Endstation der Metrolinie 2.
Außerdem werden längs der Straßenbahnlinien 2000 Bäume gepflanzt. Eine Verbindung mit der Straßenbahn Aubagne ist angedacht.

### Rollmaterial

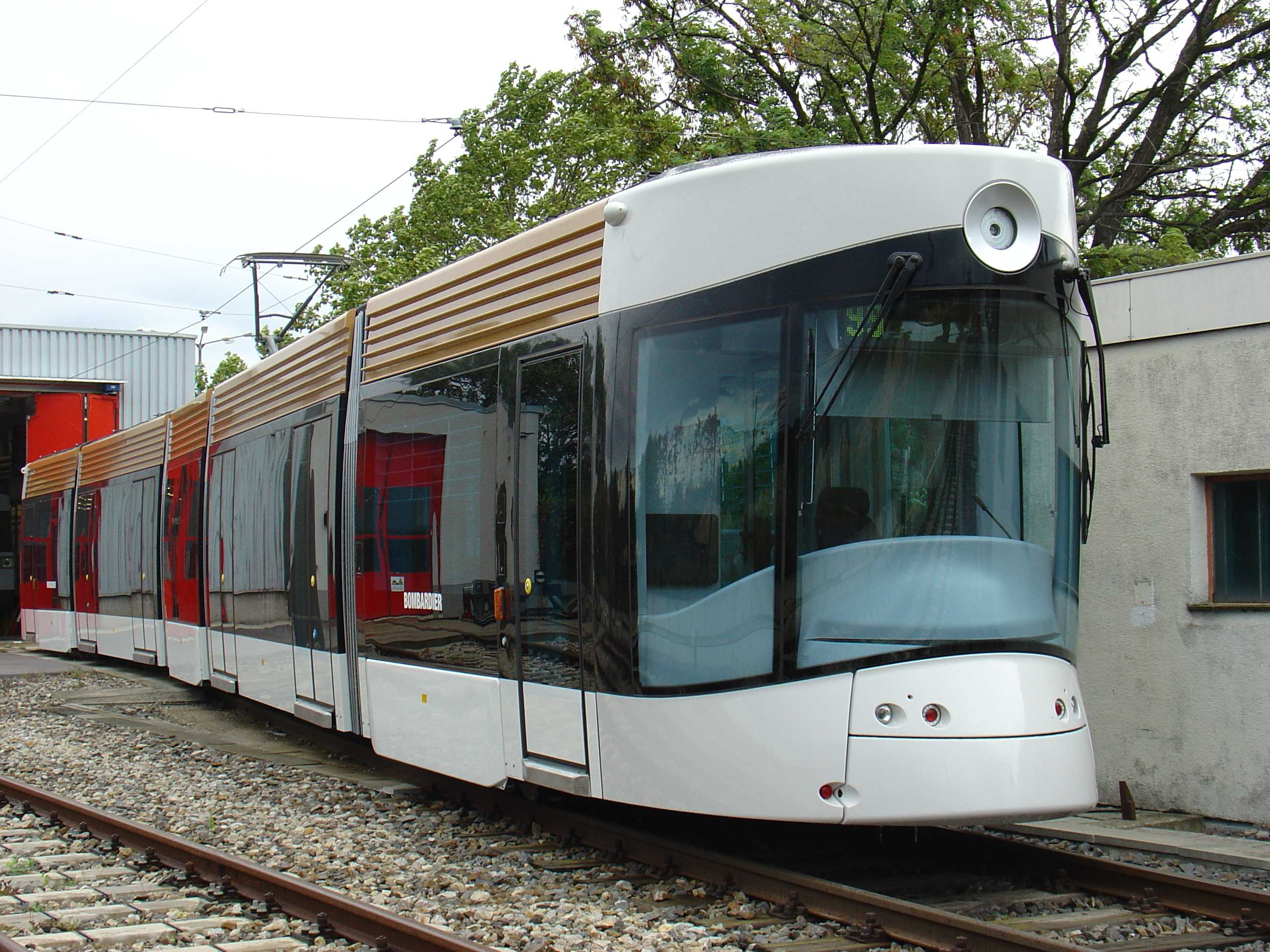
Straßenbahn für Marseille in Wien bei der Inbetriebnahme am Testgleis der Straßenbahn Wien

Die Fahrzeuge für Marseille vom Typ Flexity Outlook C wurden seit 2006 in Wien von Bombardier Transportation produziert. Die Inbetriebnahme der Straßenbahnen erfolgte auf dem Testgleis der Wiener Straßenbahn. Bis Juli 2007 wurden 26 der fünfteiligen Triebzüge zum Preis von jeweils 2,1 Millionen Euro geliefert. Sie waren bei der Lieferung 32,5 Meter lang und 2,4 Meter breit. Die Frontpartie der Triebwagen soll an ein Schiff erinnern, ein Hinweis auf die Bedeutung Marseilles als größter Seehafen Frankreichs. Die Höchstgeschwindigkeit beträgt 70 km/h und in dem 32,5 m langen Fahrzeug finden 204 Fahrgäste Platz, davon 44 Sitzplätze. Im Jahr 2012 wurden alle Wagen durch den Einbau von zwei zusätzlichen Modulen auf 42,5 Meter verlängert, gleichzeitig wurde die Innenausstattung erneuert. Dieser Umbau kostete etwa 23 Millionen Euro.
Außerdem wurden im Mai 2012 sechs weitere Wagen für die im Bau befindliche Strecke in der Rue de Rome bei Bombardier bestellt. Das erste Fahrzeug ist am 2. November 2013 in Marseille eingetroffen. Geplant ist, insgesamt 40 Triebwagen anzuschaffen, 36 sind nach dem Vollausbau des Netzes für den Normalbetrieb notwendig, 4 stehen als Reserve zur Verfügung.
Für die Verlängerung der Linie T3 nach Capitaine Gèze im Norden und La Gaye im Süden werden weitere Fahrzeuge notwendig. Daher bestellte die RTM im Jahr 2022 15 siebenteilige Urbos-100-Straßenbahnwagen bei CAF. Die 42,5 Meter langen Fahrzeuge erhalten im Wesentlichen das gleiche «maritime» Fahrzeugdesign, das bereits für die Flexity Outlook entwickelt wurde. Die Auslieferung begann im Juli 2025.

### Betriebshof
Der Betriebshof der Straßenbahn befindet sich in der Nähe der Station Saint-Pierre auf einem ehemaligen militärischen Gelände. Auf dem 32.000 m² großen Gelände werden die Straßenbahnfahrzeuge gewartet, abgestellt und gereinigt. Es stehen 14 Abstellgleise, eine Waschanlage und eine Werkstatt zur Verfügung. Außerdem befindet sich hier die Leitstelle.